# 1688 w literaturze
Wydarzenia literackie w 1688 roku.

## Nowe poezje
- polskie

## Urodzili się
- Alexander Pope, angielski poeta

## Zmarli
- Philippe Quinault, francuski dramaturg